# Hans Schack Knuth
Graf Hans Schack Knuth-Conradsborg (* 31. März 1787 in Vetterslev; † 5. November 1861 in Roskilde) war ein dänischer Amtmann und Kammerherr.

## Leben
Hans Schack Knuth entstammte dem uradeligen Geschlecht Knuth. Sein Vater war der Kammerjunker Baron Adam Christopher Knuth, seine Mutter die Baronin Juliane Marie Knuth, geborene von Brockdorff.
Am 3. August 1809 wurde Knuth Sekondeleutnant im königlichen Leibkorps. 1810 wurde er cand.jur. 1811 legte er das Examen ab. 1812 wurde er Premierleutnant á la suite im Leibkorps.
Am 25. März 1812 erhielt Knuth für sich und seine Nachkommen den Titel eines Grafen. Am 6. März desselben Jahres wurde er Kammerjunker. Ebenfalls 1812 ging er für anderthalb Jahre auf Studienreise nach Island und den Färöer-Inseln. 1823 bis 1846 war Knuth Decisor über den grönländischen und färöischen Handel.
1826 wurde Knuth Kammerherr. 1826 nahm er seinen Abschied aus dem Leibkrops. 1831 wurde Knuth Amtmann über das Amt Præstø, 1836 bis 1855 war Amtmann über das Amt Frederiksborg.
Knuth war Träger des Dannebrogordens.

## Ehe und Nachkommen
Am 3. März 1825 heiratete Knuth Frederikke Sophie Elisabeth de Løvenørn (* 25. Dezember 1804; † 10. April 1889) in der Holmens Kirke in Kopenhagen. Der Ehe entsprangen fünf Kinder, die allesamt den Titel Grs:af respektive Gräfin trugen
- Pauline Juliane Henriette Knuth-Conradsborg (* 5. April 1826; † 2. März 1842)
- Sophus Christopher Vilhelm Vendelboe Knuth-Conradsborg (* 31. März 1827; † 15. Oktober 1866)
- Hans Schack Rudolf Knuth-Conradsborg (* 29. Juni 1832; † 30. Mai 1890)
- Joachim Sigismund Ditlev Knuth-Conradsborg (* 15. Juni 1835; † 19. Oktober 1905)
- Anna Pauline Adelaide Knuth-Conradsborg (* 15. März 1842; 22. März 1872) ⚭ Albrecht von Graefe (1828–1870), Geheimer Medizinalrat